# District de Sierre
Le district de Sierre, appelé en allemand Bezirk Siders et dont Sierre est le chef-lieu, est un des treize districts du canton du Valais en Suisse.

## Liste des communes
Voici la liste des communes composant le district avec, pour chacune, sa population.
| Nom           | N° OFS | Population (décembre 2022) |
| ------------- | ------ | -------------------------- |
| Anniviers     | 6252   | +002 703,                  |
| Chalais       | 6232   | +003 759,                  |
| Chippis       | 6235   | +001 556,                  |
| Crans-Montana | 6253   | +010 271,                  |
| Grône         | 6238   | +002 545,                  |
| Icogne        | 6239   | +000636,                   |
| Lens          | 6240   | +004 406,                  |
| Noble-Contrée | 6254   | +004 635,                  |
| Saint-Léonard | 6246   | +002 548,                  |
| Sierre        | 6248   | +017 295,                  |
| Total         | Total  | +050 354,                  |